# 1372
Évszázadok: 13. század – 14. század – 15. század
Évtizedek: 1320-as évek – 1330-as évek – 1340-es évek – 1350-es évek – 1360-as évek – 1370-es évek – 1380-as évek – 1390-es évek – 1400-as évek – 1410-es évek – 1420-as évek
Évek: 1367 – 1368 – 1369 – 1370 –  1371 – 1372 – 1373 – 1374 – 1375 – 1376 – 1377

## Események

### Határozott dátumú események
- október 27. – Déméndi László nyitrai püspök felcseréli egyházmegyéjét a veszprémire.[1]

### Határozatlan dátumú események
- az év során –
  - Az  aztékok megválasztják első uralkodójukat, Acamapichtlit (ur. 1376–1395).
  - Pádua okán újabb magyar-velencei háború tör ki, amelybe a törökök is beavatkoznak.

## Születések
- március 13. – Valois Lajos, Orléans hercege, V. Károly francia király fia és Mária magyar királynő első férje († 1407)
- I. Beatrix portugál királynő, I. Ferdinánd portugál király lánya († 1409)